# Астрагал нутовый
Астрага́л ну́товый (лат. Astragálus cícer) — вид многолетних травянистых растений рода Астрагал (Astragalus) семейства Бобовые (Fabaceae).

## Распространение и экология
Ареал вида охватывает практически всю территорию Европы, Малую Азию и юго-запад Западной Сибири. Натурализовалось повсеместно.
Растёт по степям, на лугах, лесных полянах, в зарослях кустарников, на опушках, поемных лугах, по берегам рек.

## Ботаническое описание

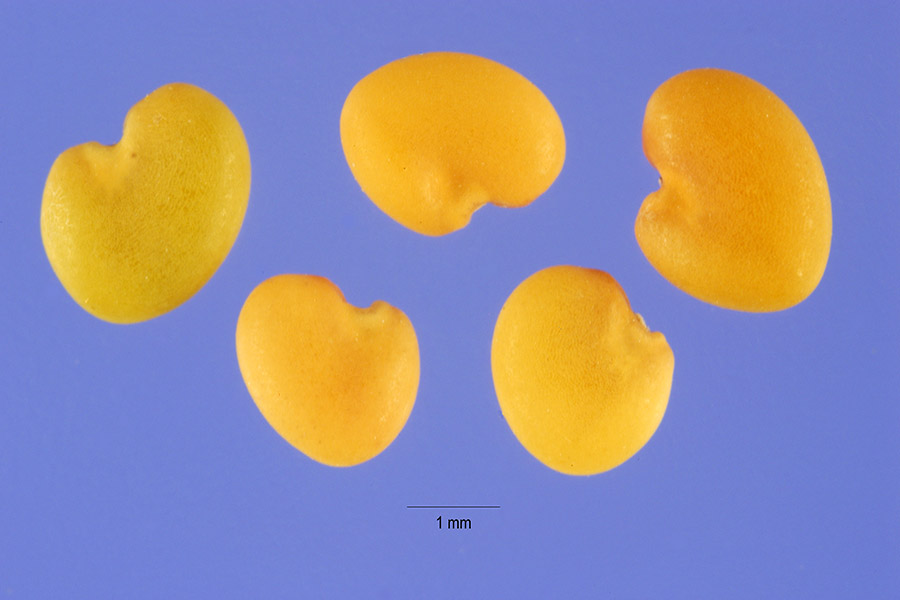
Семена.

Крупное многолетнее растение высотой до 80 см. Стебли длиной 25—60 см, приподымающиеся или распростёртые, негусто, мелко и прижато коротко-волосистые.
Прилистники продолговато- или треугольно-ланцетные, длиной 8—10 мм, в основании сросшиеся друг с другом, зелёные, коротко-беловолосистые и по краю ресничатые. Листья очерёдные, длиной (6) 9—13 см, сидячие, с коротко и бело-полуоттопыренно-волосистыми осями. Листочки (8) 10—15-парные, длиной (10) 15—30 мм, ланцетные или ланцетно-продолговатые, реже продолговато-овальные, закруглённые, притуплённые или острые, с коротким остроконечием, с обеих сторон рассеянно и коротко прижато-волосистые, реже сверху почти голые.
Цветоносы длиной 4—10 см, коротко бело- или бело- и чёрно прижато-волосистые. Соцветия — многоцветковые, плотные, колосовидно-головчатые, овально-продолговатые или продолговатые кисти длиной 4—6 см. Прицветники линейные, более менее равны трубке чашечки, длиной 5—7 мм, рассеянно и коротко чёрно- и бело-волосистые. Чашечка колокольчатая, длиной 7—9 мм прижато и коротко чёрно-волосистая; зубцы линейно-шиловидные, почти вдвое короче трубки. Венчик бледно-жёлтый; парус длиной 14—16 мм с ромбически-овальная, выемчатой пластинкой вдвое длиннее ноготка; крылья длиной 11—14 мм с ланцетно-продолговатыми, тупыми, равными ноготку пластинками; лодочка длиной 10—12 мм. Завязь сидячая.
Бобы сидячие, яйцевидно-шаровидно или шаровидно вздутые, длиной 10—14 мм, на брюшке и на спинке бороздчатые, с тонким изогнутым носиком длиной 2—5 мм, перепончатые, густо, коротко чёрно- и главным образом, длинно и бело-прижато-мохнатые, двугнездные.
Цветёт в июне — июле. Плодоносит в июле.

## Химический состав
В листьях и стеблях обнаружено до 0,1 % алкалоидов.
| Воды (в %) | От абсолютного сухого вещества в % | От абсолютного сухого вещества в % | От абсолютного сухого вещества в % | От абсолютного сухого вещества в % | От абсолютного сухого вещества в % |
| Воды (в %) | золы                               | протеина                           | жира                               | клетчатки                          | БЭВ                                |
| ---------- | ---------------------------------- | ---------------------------------- | ---------------------------------- | ---------------------------------- | ---------------------------------- |
| 8,9        | 8,1                                | 24,3                               | 3,6                                | 22,2                               | 41,8                               |
| 9,1        | 5,2                                | 27,7                               | 3,5                                | 21,5                               | 39,1                               |

## Значение и применение
До цветения хорошо поедается на пастбище. В сене поедается всеми животными.
Выращивается как декоративное и лекарственное растение.

## Таксономия
Вид Астрагал нутовый входит в род Астрагал (Astragalus) трибы Galegeae подсемейства Мотыльковые (Faboideae) семейства Бобовые (Fabaceae) порядка Бобовоцветные (Fabales).
|  |                                      |  |                                                             |                                                             |                   |  | ещё 3 семейства (согласно Системе APG II) | ещё 3 семейства (согласно Системе APG II) |                          |  |  |  | ещё 27 триб          | ещё 27 триб        |  |  |  |  | ещё более 1600 видов | ещё более 1600 видов |
|  |                                      |  |                                                             |                                                             |                   |  | ещё 3 семейства (согласно Системе APG II) | ещё 3 семейства (согласно Системе APG II) |                          |  |  |  | ещё 27 триб          | ещё 27 триб        |  |  |  |  | ещё более 1600 видов | ещё более 1600 видов |
|  |                                      |  |                                                             | порядок Бобовоцветные                                       |                   |  |                                           |                                           | подсемейство Мотыльковые |  |  |  |                      | род Астрагал       |  |  |  |  |                      |                      |
|  |                                      |  |                                                             | порядок Бобовоцветные                                       |                   |  |                                           |                                           | подсемейство Мотыльковые |  |  |  |                      | род Астрагал       |  |  |  |  |                      |                      |
|  | отдел Цветковые, или Покрытосеменные |  |                                                             |                                                             | семейство Бобовые |  |                                           |                                           | триба Galegeae           |  |  |  | вид Астрагал нутовый |                    |  |  |  |  |                      |                      |
|  | отдел Цветковые, или Покрытосеменные |  |                                                             |                                                             |                   |  |                                           |                                           |                          |  |  |  |                      |                    |  |  |  |  |                      |                      |
|  |                                      |  | ещё 44 порядка цветковых растений (согласно Системе APG II) | ещё 44 порядка цветковых растений (согласно Системе APG II) |                   |  |                                           | ещё 2 подсемейства                        | ещё 2 подсемейства       |  |  |  | ещё около 22 родов   | ещё около 22 родов |  |  |  |  |                      |                      |
|  |                                      |  |                                                             | ещё 44 порядка цветковых растений (согласно Системе APG II) |                   |  |                                           |                                           | ещё 2 подсемейства       |  |  |  |                      | ещё около 22 родов |  |  |  |  |                      |                      |